# ولادیمیر ینگیباریان
ولادیمیر ینگیباریان (ارمنی: Վլադիմիր Ենգիբարյան، زاده ۲۴ آوریل ۱۹۳۲، ایروان – درگذشته ۱ فوریه ۲۰۱۳، لس آنجلس) بوکسور اهل ارمنستان بود.

## زندگی‌نامه
وی در ۲۴ آوریل ۱۹۳۲ در ایروان به دنیا آمد و در ۱ فوریهٔ ۲۰۱۳ در سن ۸۰ سالگی در لس‌آنجلس، کالیفرنیا درگذشت و در آرامستان مرکزی ایروان (توخماخ) ایروان به خاک سپرده شد.

## جوایز و افتخارات
- نشان پرچم سرخ کار
- مدال مارشال باقرامیان
- استاد ورزشی شایسته اتحاد شوروی
- مربی شایسته ارمنستان شوروی

## نگارخانه

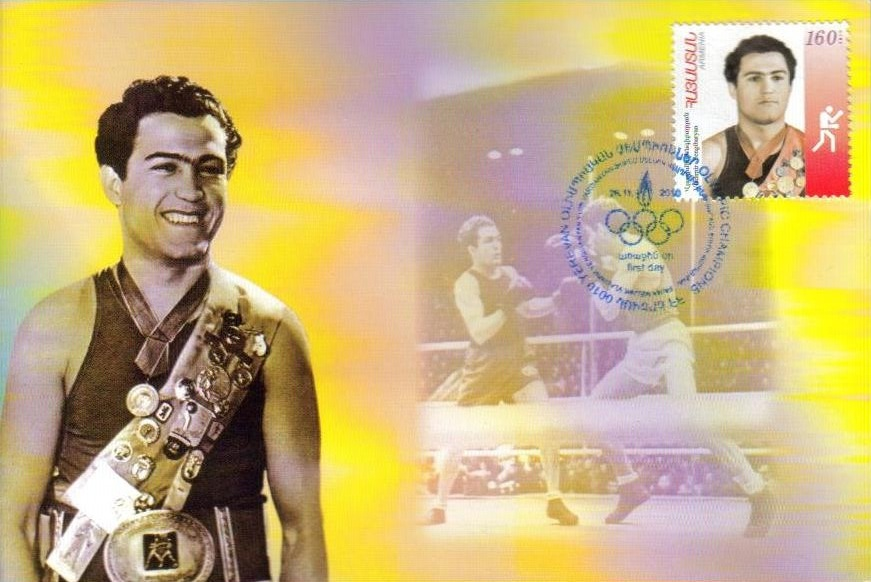
تمبر یادبود پست ارمنستان با نگاره ینگیباریان (۲۰۱۰)
بوکسور ارمنستان شوروی ولادیمیر ینگیباریان (چپ) در جریان بازی‌های المپیک تابستانی ۱۹۵۶